# Bosonohy
Bosonohy (deutsch Parfuß) ist ein Stadtbezirk von Brünn in Tschechien. Er liegt sechs Kilometer südwestlich des Stadtzentrums von Brünn am westlichen Stadtrand und gehört zum Okres Brno-město.

## Geographie
Bosonohy befindet sich in der Troubsko-střelická kotlina am Übergang der nordwestlichen Ausläufer der Thaya-Schwarza-Talsenke zur Bobravská vrchovina. Das Dorf liegt am Bach Leskava. Im Norden erhebt sich die Kohoutovická Baba (415 m) und nordwestlich der Hradisko (333 m). Südlich des Dorfes verläuft die Autobahn D1/E 55/E 65, die nächste Abfahrt 190 Brno-zapad liegt reichlich anderthalb Kilometer südöstlich des Ortes.
Nachbarorte sind Kohoutovice im Norden, Stránice und Pisárky im Nordosten, Nový Lískovec, Bohunice und Starý Lískovec im Osten, Ostopovice im Südosten, Troubsko im Süden, Veselka und Popůvky im Westen sowie Žebětín im Nordwesten.

## Geschichte
Die erste schriftliche Erwähnung über Bosonohy erfolgte in einer Urkunde Wenzels I. aus dem Jahre 1237, in der dieser das Gut Bosonohy im Tausch gegen die Höfe Medlany, Březovice und Vážany an Zdislav, dem Pleban der Kirche St. Peter, zum Ausgleich für erlittenen Kriegsschäden überließ. Älteren Überlieferungen zufolge soll die Gründerin des Zisterzienserinnenklosters „Vallis Sanctae Mariae“ in Oslavany, Heilwida von Znaim, 1225 ihren Grundbesitz und einen Weinberg in Bosonohy dem Benediktinerorden überlassen haben.
Während der Belagerung Brünns durch Torstensson durchstreiften die Schweden 1645 die dichten Waldgebiete um die Stadt auf der Suche nach Verpflegung für die Truppe. Dabei wurde auch Bosonohy geplündert.
Nach der Aufhebung der Patrimonialherrschaften bildete Bosonohy ab 1850 eine Gemeinde im Brünner Bezirk. 1921 kam Bosonohy zum Okres Brno-venkov. Zwischen 1930 und 1937 befanden sich östlich von Bosonohy Start und Ziel der Rennstrecke des 29,1 km langen Brünner Rings, der zu Ehren des Präsidenten Tomáš Garrigue Masaryk, als Masaryk-Ring bezeichnet wurde. Die alte Strecke führte durch den Ort in das Waldgebiet Podkomorské lesy über Ostrovačice und Žebětín nach Bosonohy zurück. Während des Zweiten Weltkrieges befand sich von 1942 bis 1944 in Bosonohy der Schlupfwinkel des Generals Vojtěch Luža, der in den Wäldern eine Partisaneneinheit aufgestellt hatte.
1948 wurde die Gemeinde Bosonohy dem Okres Brno-okolí zugeordnet. Nach dessen Aufhebung kam Bosonohy 1961 zum Okres Brno-venkov zurück. Zum Ende der 1960er Jahre erfolgte eine Katasterbereinigung mit der Stadt Brünn, bei der nördliche Teile des Gemeindegebiets der Stadt zugeschlagen wurden. Am 26. November 1971 erfolgte die Eingemeindung nach Brünn. Zwischen 1976 und 1990 war Bosonohy Teil des Stadtbezirks Brno I. Seit dem 23. November 1990 besteht der Stadtbezirk Bosonohy. Im Jahre 1991 hatte Bosonohy 2137 Einwohner. 2001 lebten in den 633 Häusern des Ortes 2210 Menschen.

## Partnergemeinde
- Abbadia Lariana, Italien, seit 2002

## Sehenswürdigkeiten

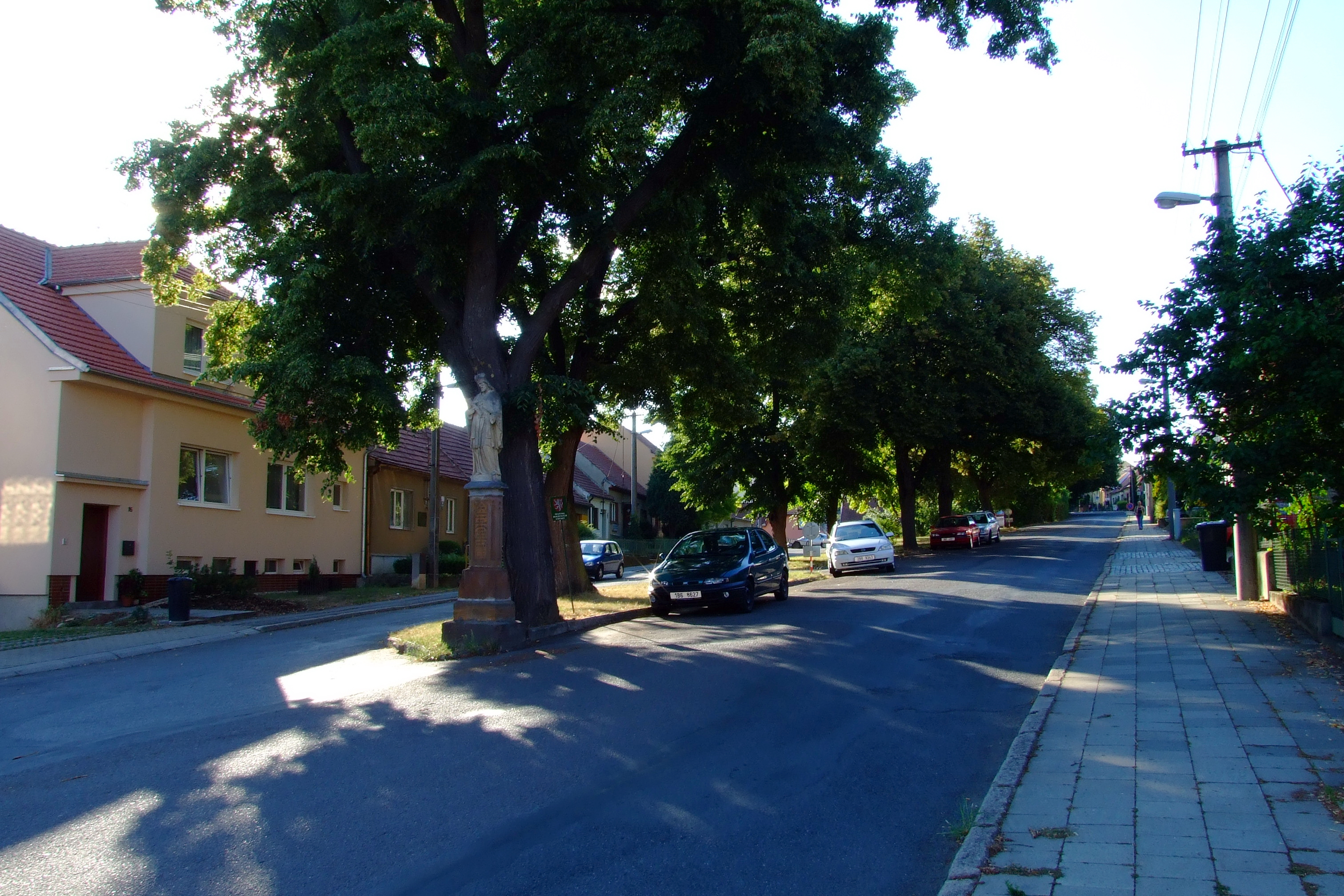
Dorfplatz

- Kapelle des hl. Florian am Dorfplatz, errichtet 1713. 1753 erhielt die Kapelle eine Orgel, diese wurde 1864 ausgetauscht. Im Jahre 1864 erfolgte ein Umbau und Vergrößerung.
- Betsäule
- Naturreservat Bosonožský hájek, nordwestlich des Dorfes

## Söhne und Töchter des Ortes
- Vojtěch Cikrle (* 1946), Bischof von Brno